# Istituto superiore di studi musicali Orazio Vecchi - Antonio Tonelli
Il conservatorio di musica Vecchi-Tonelli di Modena e Carpi è un'istituzione musicale italiana di alta formazione artistica, musicale e coreutica.

## Storia

### Sede di Modena
Durante il Ducato di Modena vi era già del 1820 circa qualche attività scolastica nel campo musicale, mentre un documento del 1827 riporta che i suonatori di corte dovevano tenere lezioni almeno tre volte la settimana. Un'altra scuola di musica era attiva "sopra la bottega del cantone della Buonissima". Dopo l'Unità d'Italia, il 17 febbraio 1863 fu proposta di istituire una scuola di musica , per la quale fu costituita una commissione per studiare un regolamento. Il 10 febbraio 1864 il Consiglio Comunale deliberò "l'istituzione di una scuola gratuita musicale a spese del Municipio". Il sindaco Sandonnini pubblicò il 20 marzo 1864 il manifesto che annunciava alla cittadinanza l'apertura della scuola comunale di musica di Modena. Nel 1914 la scuola fu intitolata alla memoria di Orazio Vecchi e, organizzata al pari di un conservatorio statale, nel 1924 divenne Liceo musicale. Nel 1976 fu trasformato in Istituto Musicale Pareggiato, che consentiva agli alunni di conseguire il diploma al pari dei conservatori.

### Sede di Carpi
Il 22 febbraio 1802 venne fondata una Scuola Gratuita di Violino, diretta dal medico Gaetano Malagoli, già compositore di corte del Ducato di Parma. Nel 1824 il Duca di Modena assunse il nuovo maestro Francesco Paglia e già dall'anno successivo divenne Scuola Comunale di Musica, in cui si impartiscono lezioni di archi e fiati al fine di formare nuovi suonatori per l'orchestra locale. Dopo il 1870, grazie ad Aniceto Govi, venne accorpata la scuola di musica e la banda cittadina, che portò all'aumento degli studenti e degli strumenti insegnati. Nel 1909 venne istituzionalizzata la scuola comunale di musica, il cui maestro fu assunto tramite concorso divenendo così un dipendente comunale. Nel 1941 la scuola fu riconosciuta dal Ministero della Pubblica Istruzione, mentre nel 1981 fu ottenuto il pareggiamento ai conservatori statali.

### Fusione
Nel 2006 le amministrazioni comunali di Modena e Carpi deliberarono la fusione dei due istituti musicali cittadini in un unico istituto pareggiato, che l'anno successivo fu trasformato in Istituzione di Alta Cultura.